# Закутчанское сельское поселение
Закутча́нское се́льское поселе́ние — муниципальное образование в составе Вейделевского района Белгородской области Российской Федерации.
Административный центр — село Закутское.

## История
Закутчанское сельское поселение образовано 20 декабря 2004 года в соответствии с Законом Белгородской области № 159.

## Население
| 2010  | 2011  | 2012  | 2013  | 2014  | 2015  | 2016  | 2017  | 2018  |
| ----- | ----- | ----- | ----- | ----- | ----- | ----- | ----- | ----- |
| 1295  | ↘1287 | ↘1251 | ↘1221 | ↘1215 | ↘1205 | ↘1173 | ↘1165 | ↘1141 |
| 2019  | 2020  | 2021  |       |       |       |       |       |       |
| ↘1120 | ↘1105 | ↗1308 |       |       |       |       |       |       |

## Состав сельского поселения
| № | Населённый пункт | Тип населённого пункта       | Население |
| - | ---------------- | ---------------------------- | --------- |
| 1 | Белый Плес       | село                         | ↘332      |
| 2 | Весёлый          | хутор                        | ↘0        |
| 3 | Грачев           | хутор                        | ↘1        |
| 4 | Закутское        | село, административный центр | ↘647      |
| 5 | Избушки          | хутор                        | ↘101      |
| 6 | Новорослов       | хутор                        | ↘109      |
| 7 | Приветный        | хутор                        | ↘20       |
| 8 | Шевцов           | хутор                        | ↘85       |